# ヘルゲ・パイヤー
ヘルゲ・パイヤー（Helge Payer, 1979年8月9日 - ）はオーストリア出身の元同国代表サッカー選手。現役時代のポジションはゴールキーパー。
オーストリア・ブンデスリーガに属するSKラピード・ウィーン出身。育成部門、サテライトチームなどを経由し、22歳でプロデビュー。2003年のオーストリア・ブンデスリーガでの優勝にも貢献、リーグベストイレブンにも選出された。
オーストリア代表ではU16からU21までの全てのカテゴリーで正GKとして代表試合に出場し、2003年からA代表に選出された。
引退後はORFオーストリア放送局のコメンテーターとして活動している。

## 獲得したタイトル
- オーストリア・ブンデスリーガ優勝2回（2005,2008）